# Alakol
Alakol est un village de la région de Tovuz en Azerbaïdjan,.

## Géographie
Le village d'Alakol de la région de Tovuz est situé dans la circonscription administrative du village d'Alakol.

## Économie
La principale occupation de la population du village est l'élevage et l'agriculture.

## Population
Selon les statistiques de 2009, la population du village est de 3911 personnes.

## Culture
Il y a un club, un centre médical et un bureau de poste, dans le village.

## Éducation
Il y a une école maternelle, 2 écoles secondaires et une bibliothèque dans le village d'Alakol.